# 5urprise
5urprise (tiếng Hàn: 서프라이즈, phát âm: "Surprise") là một nhóm nhạc nam kiêm diễn viên thần tượng Hàn Quốc được thành lập năm 2013. Những thành viên của nhóm bao gồm Seo Kang-joon, Kang Tae-oh, Gong Myung, Yoo Il và Lee Tae-hwan.

## Sự nghiệp

### Trước - Khi ra mắt:
Nhóm nhạc thần tượng 5urprise đã được thành lập bởi công ty tài năng Fantagio vào tháng 9 năm 2013, gồm 5 thành viên nam: Seo Kang-joon, Gong Myung, Yoo Il, Kang Tae-oh và Lee Tae-Hwan. Những thành viên của nhóm được lựa chọn thông qua "Actor's League" của công ty Fantagio, một chương trình tìm kiếm nhưng diễn viên tham vọng, tài năng, và họ được huấn luyện trong 2 năm trước khi ra mắt.
Anh cả của nhóm là Yoo Il, sinh năm 1990, tiếp theo là Seo Kang Joon (1993), hai thành viên Kang Tae Oh và Gong Myung đều sinh năm 1994, còn em út là Lee Tae Hwan (1995). Tất cả đều là những diễn viên đầy tiềm năng, sở thích chủ yếu là xem phim điện ảnh và truyền hình. Ngoài ra, các chàng trai cũng chú trọng đến việc luyện tập giữ vóc dáng. 

### Phong cách Nhóm nhạc - Dự án đầu tiên:
Không giống những nhóm nhạc thần tượng khác khởi đầu sự nghiệp là ca sĩ sau đó lấn sân qua diễn xuất, 5urprise đã làm điều ngược lại. Trong dự án đầu tiên của mình, họ ra mắt ở vai trò diễn xuất trong phim After School: Luck or Not (còn được biết đến với các tên gọi: After School Bokbulbok, See You At School, Roll the Dice, After School Randomness, I'll See You After School, tên tiếng Việt: Đội đặc nhiệm học đường) của đạo diễn Jung Jung Hwa – chuyên gia tạo cơn sốt với những phim "mỹ nam" – người trước đây đã từng cộng tác với Jung Il Woo và Yoon Shi Yoon.
Phim gồm 12 tập phim qua di động với mỗi tập dài 15 phút, và được xem thông qua Nate Hoppin, BTV, và T-Store trên smartphone và máy tính bảng. 5 chàng trai trong vai 5 thành viên của một câu lạc bộ học sinh trung học (Câu lạc bộ này nổi tiếng với trò rút thăm may mắn. Seo Kang Joon là trưởng nhóm, Lee Tae Hwan là "quân sư" của nhóm, Yoo Il là người đẹp trai nhất nhóm, Gong Myung vào vai một anh chàng nhạy cảm, còn Kang Tae Oh là thành viên cơ bắp nhất nhóm) gặp gỡ một cô gái không có bạn bè (được thể hiện bởi diễn viên Kim So-eun) và trong quá trình hoàn thành những "nhiệm vụ", họ đã xây dựng một tình bạn đẹp với nhau và đưa cô gái nhút nhát ra khỏi vỏ sò của mình. 5urprise đã thu âm bài hát "Hey U Come On" và trở thành nhạc phim của After School: Luck or Not".
After School Luck or Not đã tung ra 2 poster đầu tiên vào ngày 14/8/2013. Poster thứ 1 cho thấy khía cạnh hài hước của phim khi các thành viên tạo dáng khá vui nhộn cho nhân vật mà mình thể hiện. Poster thứ 2 lại mang đến một cảm giác hoàn toàn khác biệt, do bối cảnh giống như ở thập niên 70, 80. Các thành viên nhìn thẳng vào ống kính với vẻ mặt hết sức nghiêm túc. Điểm chung duy nhất giữa hai poster có lẽ là trọng tâm của bộ phim, chiếc hộp rút thăm.
Tuy 5 chàng tân binh vẫn chưa để lại ấn tượng gì rõ rệt với khán giả thông qua các clip nhá hàng song công ty quản lý Fantagio vẫn mạnh miệng tuyên bố: "5urprise sở hữu những ưu thế khác biệt so với mặt bằng các nhóm nhạc thần tượng hiện nay. Ngoài khả năng nhảy và hát, họ còn được luyện tập và trang bị những kỹ năng diễn xuất căn bản để trở thành một diễn viên giỏi". Hy vọng rằng, khi phim chính thức ra mắt, những lời quảng cáo này sẽ đúng với sự thực, để khán giả khỏi phải thất vọng.
After School Luck or Not đã lên sóng vào đầu tháng 9/2013 và được làm Việt ngữ bởi Zing.tv.

### Sản phẩm âm nhạc - Sản phẩm phim:
Vào sáng ngày 16/10/2014, Công ty quản lý Fantagio thông báo với MBN Star: "5urprise dự định phát hành album vào tháng 11... Có nhiều khả năng đây sẽ là một mini album. Các thành viên hầu như đều đang quay phim truyền hình do đó chúng tôi phải điều chỉnh lịch làm việc của họ cho phù hợp". Trước màn ra mắt chính thức này, 5urprise từng khoe giọng qua một ca khúc soundtrack.
Nổi bật nhất trong 5urprise là anh chàng diễn viên của "Cunning Single Lady" Seo Kang Jun. Hiện tại, Seo Kang Jun cũng đang bận bấm máy cho "What's With This Family" và "Roomate". Lee Tae-Hwan thì đã được khán giả biết đến qua "High School King", Kang Tae Oh qua bộ phim Việt - Hàn "Today's Youth"/"Forever Young" (tựa Việt: Tuổi Thanh Xuân).
5urprise đã phát hành single đầu tiên mang tên "From My Heart" vào ngày 18/11/2014. Với thế mạnh ngoại hình, 5urprise cho ra đời một MV làm người xem tha hồ đã mắt. Trong khi "From My Heart" chỉ là một bản Ballad Kpop thông thường, MV tập trung zoom vào gương mặt đẹp trai hút hồn của các thành viên. 5 chàng nhưng lại chỉ có một nàng, diễn viên trẻ cùng công ty Kim Sae Ron là người đảm nhận vai nữ duy nhất trong MV "From My Heart".
Trước khi ra mắt, các thành viên của nhóm cũng đã xuất hiện trong video ca nhạc của nhóm nhạc pop nữ Hello Venus.

## Thành viên
| Nghệ danh     | Nghệ danh | Tên khai sinh  | Tên khai sinh | Chiều cao | Nhóm máu | Ngày sinh         | Sở thích                                         |
| Phiên âm      | Hàn tự    | Phiên âm       | Hàn tự        | Chiều cao | Nhóm máu | Ngày sinh         | Sở thích                                         |
| ------------- | --------- | -------------- | ------------- | --------- | -------- | ----------------- | ------------------------------------------------ |
| Yoo Il        | 유일      | Park Sang-il   | 박상일        | 178 cm    | B        | 11 tháng 1, 1990  | Thể hình, câu cá, xem phim, truyền hình/lướt ván |
| Seo Kang-joon | 서강준    | Lee Seung-hwan | 이승환        | 183 cm    | AB       | 12 tháng 10, 1993 | Cưỡi ngựa, tennis, golf/piano                    |
| Gong Myung    | 공명      | Kim Dong-hyun  | 김동현        | 183 cm    | A        | 26 tháng 5, 1994  | Xem phim, xem truyền hình/Tae Kwon Do, Hapkido   |
| Kang Tae-oh   | 강태오    | Kim Yoon-hwan  | 김윤환        | 178 cm    | B        | 20 tháng 6, 1994  | Luyện tập, xem phim, nghe nhạc, thể thao         |
| Lee Tae-hwan  | 이태환    | Lee Tae-hwan   | 이태환        | 188 cm    | B        | 21 tháng 2, 1995  | Luyện tập, nghe nhạc, thể thao                   |

#### Trang cá nhân nhóm chung:
- 5urprise trên Twitter
- 5urprise trên Facebook
- 5urprise trên Blog
- 5urprise Lưu trữ ngày 30 tháng 3 năm 2013 tại Wayback Machine trên Fatagio

#### Trang cá nhân thành viên:
- Kang Tae-oh  trên Instagram
- Seo Kang Joon  trên Instagram
- Yoo Il  trên Instagram
- Gong Myung  trên Instagram
- Lee Tae-wan trên Instagram